# Guliverova putovanja
Guliverova putovanja (1726, izmenjeno izdanje 1735), je roman Džonatana Svifta koji je ujedno satira i parodija putopisnih priča. To je Sviftovo najpoznatije delo, ubraja se u klasike engleske, ali i svetske književnosti. Pun naziv romana je Putovanja u nekoliko dalekih svetskih zemalja, u četiri dela. Lemjuel Guliver, prvobitno hirurg a zatim kapetan nekoliko brodova. 
Ovaj roman je stekao ogromnu popularnost neposredno posle objavljivanja i od tada nije prestajao da se štampa. Džon Gej je u pismu Sviftu 1726. godine napisao "ovo je univerzalna knjiga, od političke kancelarije do obdaništa".
Guliverova putovanja su paradigma engleske satirične književnosti. Sve vreme se vrši poređenje zemalja u koje Guliver dospeva sa evropskim svetom tog vremena. Elementi utopije i distopije se distribuiraju različito, nekad na strani Engleske, nekad na strani drugih zemalja. Na planu upoređivanja kultura konstituiše se satira: kritički odnos prema određenim vrednostima poretka i društva i uspostavljaju se matrice utopijskog i distopijskog poretka.

### Kratak sadržaj
Narator nam na samom početku predstavlja roman kao običnu putopisnu knjigu uz podnaslov Putovanja u nekoliko dalekih svetskih zemalja, u četiri dela., čiji je jedini autor Lemjuel Guliver, prvobitno hirurg a zatim kapetan nekoliko brodova. Različita izdanja sadrže različite verzije uvoda.
Postoji izmišljeni redaktor, R. Simpson, koji nas upućuje u delo. Naime, njemu je Guliver dao ovaj rukopis, te ga je Simpson priredio i izdao. Tu se kritikuje roman, kaže se da je previše prost, da autor opisuje događaje koji su zanimljivi. On vrši apologiju istinitosti teksta, i na tome će se insistirati kroz čitavo delo. Na taj način se shvata relativistička perspektiva, perspektiva koja deluje uverljivo. Prva redakcija čitaocu jeste da je tekst fantastičan i stoga je neophodan predgovor zbog mogućih optužbi na račun neistinitosti i uskraćivanja dimenzije koja može da obrazuje, a ne samo da zabavi.
Sižejni tok romana Svift je razvio u četiri tematska nivoa. U stvari, to su četiri epizode jedne povesti, u kojoj Lamjuel Guliver pripoveda o svojim velikim avanturama.

## Prvi deo: Putovanje u Liliput
4. maj 1699. - 13. april 1702.
Na početku romana je ekspozicioni odlomak gde sam Guliver priča o svom životu. Predstavlja se kao lekar koji uživa u putovanjima i tako započinje svoje prvo putovanje.
Na svom prvom putovanju, Guliver doživljava brodolom, posle koga se budi na obali kao zarobljenik ljudi dvanaest puta manjih od standardne ljudske veličine. Oni su stanovnici graničnih zemalja - Liliputa i Blefuska. Nakon što je dao potvrdu svog lepog ponašanja, Guliver dobija "boravišnu dozvolu" u Liliputu i postaje omiljen u kraju. Zatim se opisuje kraljeva palata, što je moguća satira samog kralja Džordza I, tadašnjeg kralja Velike Britanije. Podrobno se opisuje careva ličnost i odelo, zabave na dvoru, prestonica Liliputa - Milenda. Naučnici uče Gulivera svom jeziku. Pomaže Liliputancima da poraze stanovnike Blefuska (krađom njihove flote), zbog čega dobija visoku počasnu titulu. Na kraju biva obavešten da se protiv njega kuje zavera, i uplašen blizinom smrtne presude, Guliver beži u Blefusku, pa u Englesku.
Prva knjiga, Putovanje u Liliput, srodna je drugoj jer poseduje kvantitativno oneobičavanje. On se među malim ljudima suočava sa strahom i nevericom. Prva impresija na koju nailazimo jeste s jedne strane komika, a s druge evidentno oneobičavanje Guliverove veličine i sićušnjavanje sveta u kome se našao. Tema satire ovde nisu pošalice vezane za veličinu, već samo uređenje drušva. Komparacija između zemlje iz koje dolazi i zemlje u koju je došao uspostavlja jednakost mehanizama roda društva. Guliver u Liliputu funkcioniše kao neka misaona mašina koja vrši odbranu svog društva.
Ono što je ovde fizički malo predstavlja istovremeno i ograničeno, svedeno. Meta satire je ograničenost kao takva. "...Ali je priroda prilagodila oči Liliputanaca svemu što im treba; oni vide vrlo razgovetno, ali ne na velikom odstojanju."...

## Drugi deo: Putovanje u Brobdingnag
20. jun 1702- 3. jun 1706.
Brobdingnag je zemlja džinova. Ovde ima više elemenata čiste komike u odnosu na prvu knjigu. Komične situacije stvara disproporcija, te opet imamo kvantitativno oneobičavanje. U Liliputu je bio džin među patuljcima (1:12), sada je patuljak među džinovima (1:10). Otvara se nova tema, tema relativizma:
"U ovom strašnom uzbuđenju nisam mogao da ne pomislim na Liliput, čiji su stanovnici gledali u mene kao u najveće čudo koje se ikad na svetu pojavilo(...) Razmišljao sam kakvo će to poniženje biti za mene da u ovom narodu izgledam onako sićušan, kao što bi jedan usamljeni Liliputanac izgledao među nama."
Guliver počinje da uči, da zapaža. Stvari dobijaju drugačiji oblik zavisno od perspektive - "Nema sumnje da su filozofi u pravu kad govore da ništa nije veliko ili malo samo po sebi već samo u nekom poređenju."
U samoj zemlji džinova postoji predanje da su nekada postojali džinovi, što predstavlja paradigmu opadanja sveta - čovek se sve više smanjuje. Guliver zapaža: "A ko zna da u nekom dalekom kraju sveta, koji još nismo otkrili, i ove grdosije bi izgledale sićušno..."
Guliverova priča o Brobdingangu ima elemente utopije. Njihovo ustrojstvo uspostavlja skalu vrednosti koja počiva na umerenosti i proizvodnji. Kralj sluša Gulivera sa gnušanjem kada priča o bombama i ratovima, i uopšte o istoriji koja je puna razmirica i sličnih nepotrebnih stvari. Kralj zaključuje: "Iz svega što si mi rekao na vidi se da je potrebna jedna vrlina da čovek kod vas dođe na ma koji položaj, a još manje da se tamo dobija plemstvo zbog vrline, da se sveštenici unapređuju zbog pobožnosti i učenosti, vojnici zbog podviga i hrabrosti, sudije zbog poštenja (...) Većina vaših urođenika je najpoganija gamad kojoj je priroda ikad dopustila da gmiže po Zemlji." Guliver na kraljevu opasku gleda kao na posledicu ograničenosti, umne skučenosti, uz čuđenje kako jedan kralj koga svi obožavaju, koji je prepun vrlina "propušta pruženu mu priliku da postane neograničen gospodar života, slobode i imovine svoga naroda" (užasava se predloga da naprave bombu).
Nakon napuštanja ove zemlje, teško se privikava na ljude bliske mu po veličini. Na mornare gleda kao na kepece i deluju mu "ništavni u poređenju sa prethodnim grdosijama." U Londonu se plašio da ne zgazi nekoga, te je dovikivao ljudima da mu se sklone sa puta i zaključuje: "Ovo pominjem samo kao primer velike moći navike i predrasuda."

## Treći deo: Putovanje u Laputu, Balnibarbiju, Lugnag i Glubdubrib
5. avgust 1706. - 16. aprila 1710.
Ova knjiga obuhvata razna predanja (rezervoar raznih satira). Državne institucije su ovde najmanje ismevane, ali se generalno može shvatiti kao apendiks.
Laputa (Lebdeće ostrvo) je zemlja čiji stanovnici lebde. Oni puno razmišljaju; refleksije su jako česte. Nailazimo na hiperbolizaciju umnosti. Kod stanovnika Lapute, matematika je tip najopštijeg razmišljanja. Oni su neprestano zabrinuti i očekuju katastrofu kosmičkih razmera. Opis njihovog izgleda je kratak i dovoljno sugestivan. "Glave su im bile nagnute ili u desno ili u levo, jedno im oko okrenuto unutra, drugo gleda pravo prema zenitu." Njihova hrana je u obliku geometrijskih figura; stanovnici mogu da čuju muziku sfera; kada žele da udele kompliment, oni opisuju određenu osobu
rombovima, krugovima; preziru primenjenu geometriju. Poznaju jedino matematiku i muziku, u ostalom su "smotani i tupavi".
Balnibarbija je zemlja u kojoj se primenjuju ideje nastale u Laputi. Guliver posećuje njihovu Akademiju koja je u osnovi parodija akademskih projekata, naučnika koji se bave praktičnim stvarima na izvrnut način. Tu pokušavaju da od krastavca dobiju sunčevu svetlost; da od izmeta naprave prvobitnu hranu, da pretvore led u barut, da zidanje kuće počnu od krova ka temelju, da unaprede jezik izbacivanjem svih reči i sl.
Glubdubdrib je ostrvo volšebnika i čarobnjaka, koji korespondiraju sa mrtvima. Mrtvi su im ništa više nego sluge, a Guliveru omogućuju uvid u istoriju i istinu o nekim događajima koji su drugačije predstavljeni. Tu Guliver menja svoje konzervativno mišljenje: "Kako sam nisko mišljenje imao o ljudskoj mudrosti i poštenju, kad sam tačno saznao koje su bile pobude i povodi za velike pothvate i revolucije u onom svetu, i kakvim bednim slučajnostima oni zahvaljuju za svoj uspeh."
Lugnag - u Lugnagu sreće besmrtna bića - struldburge, koji se retko rađaju, ali ih ima dosta. Guliver prvo priča šta bi on sve radio i kako bi iskoristio svoju besmrtnost što konstruktivnije. Zatim mu se predočava ono šta zaista besmrtnost znači - ne večna mladost, već večni život, koji ne isključuje starost. Naprotiv, mnogo je zastupljenija od mladosti. Slika starosti je dovedena do hiperbole). Ti ljudi se posle osamdesete godine raspadaju, postaju senilni i mrzovoljni, siti života, dobijaju i pregršt novih mana, postaju živi leševi. To je surova i gruba vizija čoveka - telo je stalno predmet opisa (udruženo sa prljavštinom, niskošću).

## Četvrti deo: Putovanje u zemlju Huinhma
7. septembar 1710. - 2. jul 1715.
Zemlja Huinhma je zapravo zemlja konja. Konji su ovde predstavljeni kao razumna bića, čak i više od toga - oni su Savršenstvo Prirode (na njihovom jeziku - Huinhmi). Nasuprot njima stoje ljudi, Jahui, potpuno degradirani, neutešna pojava koja bi možda korespondirala jedino sa pacovima po ljigavosti. Ova zemlja nesumnjivo predstavlja utopijsko ustrojstvo. Ovde je idealitet humanosti vezan za životinje - konje, ljudi je ne poseduju. Guliver se nalazi na sredini - između Jahua (sličnost po izgledu) i Huinhma (sličnost po razumu).
Huinhmi ne poznaju laž; postoje samo "stvari koje jesu" i "stvari koje nisu". Problem u komunikaciji postoji čak i u trenutku kada Guliver ovlada potpuno jezikom - Huinhmi, zapravo, bivaju oni koji ne razumeju Gulivera, jer nemaju reči za moć, vlast, zakon, rat, kaznu itd. Oni su nagi, prirodno nesakriveni - potpuno su prirodni jer ne komplikuju stvari prirode, oni ne boluju ni od kakve bolesti, umiru od starosti. Uz to, ne poznaju nikakve telesne nelagodnosti, nemaju strah od smrti (shvataju je kao deo toka prirode). Dolazi ponovo do promene percepcije - Guliver kada je prvi put video konje kako se uljudno i razumno ponašaju, pitao se kako je to moguće kod jedne nerazumne životinje. Huinhmi se kasnije čude Guliverovom napretku u jeziku, na njega gledaju kao "na čudo da jedna nerazumna životinja pokazuje tolika svojstva razumnih stvorenja". Gotovo su bili ubeđeni da je jedan od Jahua, ali nisu mogli da se načude otkud taj "privid razuma".
Guliver im podrobno priča o Engleskoj, i Evropi uopšte - Jedan od Huinhma, njegov gospodar većinu stvari prihvata sa krajnjim nerazumevanjem: "Jezik je za to da jedan drugog razumemo i da se obavestimo o činjenicama; sad, ako neko kaže stvar koja nije, ti ciljevi su osujećeni, jer se onda zapravo ne može reći da sam ga razumeo, i ne samo što nisam dobio obaveštenje, nego sam stavljen u gore stanje no što je neznanje, jer sam naveden da verujem da je nešto crno kad je belo, kratko kad je dugačko. To su bili svi njegovi pojmovi o sposobnosti laganja koje ljudska stvorenja tako dobro razumeju." Na sličan način reaguje i kad čuje o uzrocima ratova, revolucija i sličnih nepotrebnih stvari. U njemu se prvi put javlja "duševni nemir" i prezire činjenicu da Jahui tako odvratni ipak ne čine takve gnusne stvari kakve se čine u Guliverovoj zemlji, iako njega smatra za mudrijeg od običnog Jahua.
Huinhmi nemaju predstavu o zlu u jednom razumnom biću. Pitaju se kako je moguće da razumno biće - koji vidi razliku između dobra i zla - ipak izabere zlo. Čak nemaju ni reč za bilo šta loše; ukoliko baš moraju da upotrebe nešto slično - dodaju sufiks Jahu na neku reč. Pisac se u razgovoru sa konjem menja - počinje da shvata savršenost konja naspram ljudske nesavršenosti. Ipak, jako nesrećan mora da napusti ostrvo jer ga tamošnje vlasti smatraju za Jahua. Vraća se u Englesku i ljude posmatra kao smrdljive Jahue. To je konačna mizantropija i osećaj krajnje nelagodnosti prema ljudskoj vrsti. Mi očekujemo da Guliver na kraju svog putovanja pronađe sebe, no dešava se nešto potpuno drugačije - nailazimo na Gulivera usamljenika sa neostvarenim željama i nemogućnošću da ih ostvari.

### Karakterizacija
Lik Gulivera je jako čvrst, on je taj koji povezuje knjige. No, on je prosečan, on je reprezent običnog Engleza, reprezent proseka, koji kao da nema karaktera. On nema svojstava, nema dubinsku dimenziju. Guliver nikada ne govori svoje mišljenje; on opisuje opšte stanje, nikada lično. U retkim situacijama kvalifikuje izvesne vrednosti. Mi o njemu znamo jako malo, ne znamo čak ni kako izgleda. On je zapravo instrument čitave pripovesti. Oblikovan je i formiran time što izlazi- on nije samo reprezent Engleske, već i njen rezultat. To je junak ispranog mozga. Ipak, on se menja kroz celu knjigu, razvija se kao lik. Ovde razvoj nije onaj u pravom smislu - ovde je to više spoznaja koja dovodi do drugih odnosa i prema vlastitom svetu.
U zemlji Liliputanaca on je velik i moćan, kao pravi heroj, i oličava sve najbolje što se može naći u čoveku - razum, moć, milosrđe. U zemlji divova stalno dospeva u komične situacije. Treći je ravnodušni i spokojni posmatrač koji pedantno beleži sva bezumlja, nakaznosti, izopačenosti koje vidi. U četvrtom delu Guliver je tragično usamljeni čovek koji mrzi samog sebe. Svi ovi razni Guliveri predstavljaju hipoteze jednog lika.

## Spoljašnje veze
- Архивирано на веб-сајту  (15. март 2010),